# Любимівська сільська рада (Іванівський район)
Люби́мівська сільська́ ра́да — адміністративно-територіальна одиниця та орган місцевого самоврядування в Іванівському районі Херсонської області. Адміністративний центр — село Любимівка.

## Загальні відомості
Любимівська сільська рада утворена в 1913 році.
- Територія ради: 35,733 км²
- Населення ради: 880 осіб (станом на 2001 рік)

## Населені пункти
Сільській раді підпорядковані населені пункти:
- с. Любимівка

## Склад ради
Рада складалася з 14 депутатів та голови.
- Голова ради: Николин Зіновій Степанович
- Секретар ради: Ващенко Валентина Іванівна

### Керівний склад попередніх скликань
| Прізвище, ім'я, по батькові | Основні відомості                                                 | Дата обрання | Дата звільнення |
| --------------------------- | ----------------------------------------------------------------- | ------------ | --------------- |
| Николин Зеновій Степанович  | Сільський голова, 1963 року народження, безпартійний              | 26.03.2006   | 31.10.2010      |
| Николин Зіновій Степанович  | Сільський голова, 1963 року народження, освіта вища, безпартійний | 31.10.2010   |                 |

Примітка: таблиця складена за даними сайту Верховної Ради України

### Депутати
За результатами місцевих виборів 2010 року депутатами ради стали:

#### За суб'єктами висування
| Суб'єкт висування | Кількість обраних депутатів | %    |
| ----------------- | --------------------------- | ---- |
| Партія регіонів   | 13                          | 92,9 |
| Самовисування     | 1                           | 7,1  |

#### За округами
| № округу        | Прізвище, ім'я, по батькові    | Дата визнання обраним | Освіта  | Партійна приналежність                        | Відомості про обраного депутата                                                       |
| --------------- | ------------------------------ | --------------------- | ------- | --------------------------------------------- | ------------------------------------------------------------------------------------- |
| Партія регіонів |                                |                       |         |                                               |                                                                                       |
| 1               | Самойленко Ольга Василівна     | 03.11.2010            | середня | позапартійна                                  | Приватне сільськогосподарське підприємство «Південне», бухгалтер                      |
| 2               | Тиндюк Галина Георгіївна       | 03.11.2010            | середня | член Партії регіонів                          | Любимівське відділення зв'язку, листоноша                                             |
| 3               | Замолотнєва Тетяна Анатоліївна | 03.11.2010            | середня | позапартійна                                  | Любимівська сільська рада, спеціаліст                                                 |
| 4               | Мельник Любов Миколаївна       | 03.11.2010            | середня | позапартійна                                  | Приватне сільськогосподарське підприємство «Південне», заправщиця                     |
| 5               | Кріпак Лідія Миколаївна        | 03.11.2010            | середня | член Партії регіонів                          | тимчасово не працює                                                                   |
| 6               | Самойленко Олена Федорівна     | 03.11.2010            | середня | позапартійна                                  | Приватне сільськогосподарське підприємство «Південне», бухгалтер                      |
| 8               | Ващенко Валентина Іванівна     | 03.11.2010            | вища    | позапартійна                                  | Любимівська сільська рада, секретар                                                   |
| 9               | Железняк Валентина Миколаївна  | 03.11.2010            | вища    | позапартійна                                  | Любимівська загальноосвітня школа І-ІІІ ст., заступник директора по навчальній роботі |
| 10              | Бачуріна Людмила Іванівна      | 03.11.2010            | середня | член Партії регіонів                          | Приватне сільськогосподарське підприємство «Південне», обліковець                     |
| 11              | Николина Олена Петрівна        | 03.11.2010            | вища    | позапартійна                                  | Любимівська загальноосвітня школа І-ІІІ ст., заступник директора по виховній роботі   |
| 12              | Подзол Людмила Федорівна       | 03.11.2010            | вища    | позапартійна                                  | пенсіонер                                                                             |
| 13              | Щарган Валентина Миколаївна    | 03.11.2010            | середня | позапартійна                                  | Любимівський дошкільний навчальнний заклад, вихователь                                |
| 14              | Дорошенко Лариса Володимирівна | 03.11.2010            | середня | позапартійна                                  | фізична особа-підприємець                                                             |
| Самовисування   |                                |                       |         |                                               |                                                                                       |
| 7               | Шпир Валерій Анатолійович      | 03.11.2010            | середня | член Всеукраїнського об'єднання «Батьківщина» | фізична особа-підприємець                                                             |

## Населення
Згідно з переписом УРСР 1989 року чисельність наявного населення села становила 916 осіб, з яких 441 чоловік та 475 жінок.
За переписом населення України 2001 року в селі мешкало 879 осіб.

### Мова
Розподіл населення за рідною мовою за даними перепису 2001 року:
| Мова       | Відсоток |
| ---------- | -------- |
| українська | 82,16 %  |
| російська  | 10,34 %  |
| вірменська | 2,05 %   |
| білоруська | 0,34 %   |
| румунська  | 0,23 %   |
| молдовська | 0,11 %   |
| інші       | 4,77 %   |